# Aikido Tenshinkai
Aikido Tenshinkai  là tên gọi của tổng cục Aikido tại Việt Nam do tổ sư Ueshiba Morihei đặt cho vào năm 1968. Tổng cuộc Aikido Tenshinkai do ông Đặng Thông Phong sáng lập và chịu trách nhiệm Chủ tịch điều hành cho đến nay.
Ten, shin và kai là các từ tiếng Nhật mà phiên âm Hán-Việt của chúng lần lượt là thiên, tâm và hội. Cả cụm từ Tenshinkai có nghĩa trong tiếng Việt là "Tổ chức của những tấm lòng cao cả".
Aikido bắt đầu được truyền bá vào Việt Nam từ năm 1958. Từ đó cho đến nay, sự phát triển của Aikido ở Việt Nam trải qua ba giai đoạn: 1958-1964, 1964-1975, 1975-nay.

## Giai đoạn 1958-1964
Đây là giai đoạn Aikido du nhập vào Việt Nam nhờ công lao của ông Đặng Thông Trị. Ngoài Đặng Thông Trị, Aikido còn được giới thiệu vào Việt Nam bởi võ sư Judo Hồ Cẩm Ngạc, tuy nhiên ông chú trọng vào sự phát triển toàn diện các môn vỏ của xứ Anh Đào, đại thể chia ra làm sáu nhánh là Sumo, Jujutsu, Aikido, Judo, Karatedo, Kendo và các loại binh khí trong Kobudo... và đã đào tạo được nhiều môn đệ, môn đồ huyền đai cao đẳng kế thừa, mở đầu giai đoạn khai phá.Judo no naraikata, Khảo cứu về các môn võ của xứ Anh Đào.
Đặng Thông Trị sinh ngày 17 tháng 11 năm 1928. Thuở thiếu thời, theo lời khuyên của một người thân trong gia đình, ông đã bắt đầu tập luyện các môn Thiếu Lâm quyền và quyền Anh. Năm 1949, ông bắt đầu làm quen với môn Judo và sau đó là Aikido trong thời gian ở Pháp. Năm 1958, khi trở về Việt Nam, ông lần đầu tiên giới thiệu bộ môn Aikido đến với dân chúng tại Phòng tập Hàn Bái Đường, một võ đường do võ sư Vũ Bá Oai thành lập đầu những năm 1950, và sau đó thêm một số nơi khác. Năm 1960, Hội Hiệp Khí Nhu Đạo được thành lập.
Gần cuối năm 1960, Nakazano Mutsuro, đai đen lục đẳng Aikikai từ Nhật Bản qua Việt Nam để hỗ trợ ông Đặng Thông Trị trong việc phát triển Aikido tại Việt Nam đến tận giữa năm 1962. Giữa năm 1963, Võ sư Abe Tadashi đến Việt Nam và lưu lại Sài Gòn khoảng hơn 2 tháng và mở các lớp dạy tại Đạo đường Trung ương. Cả hai võ sư Nakazano và Abe đều là thầy của ông Đặng Thông Trị trong thời gian ông du học tại Pháp. Năm 1964, Võ sư Tamura Nobuyoshi và phu nhân trên đường sang Pháp có ghé thăm Đạo đường trung ương 3 ngày.
Aikido Việt Nam dần dần phát triển rộng hơn là nhờ công lao đóng góp của lớp người đi trước mở phòng tập và thu nhận môn sinh để đào tạo thêm nhân sự.
Từ ngày ông Đặng Thông Trị về nước cho đến ngày ông rời khỏi Việt Nam năm 1964, phong trào luyện tập Aikido chưa được phát triển mạnh vì là một bộ môn võ thuật mới mẻ đối với nhân dân trong nước, vì thời gian quá ngắn ngủi nên chưa đào tạo được lớp cán bộ để giảng dạy.

## Giai đoạn 1964-1975
Đặng Thông Phong, em trai của Đặng Thông Trị sinh ngày 10 tháng 2 năm 1935. Ông học Aikido từ Đặng Thông Trị vào khoảng năm 1958 và sau đó từ Nakazono Mutsuro. Cuối năm 1964, ông Trị giao Đạo đường Trung ương cho ông Phong phụ trách, và 3 tháng sau ông quyết định giao toàn quyền cho ông Phong phụ trách Hiệp Khí Nhu Đạo Việt Nam. Đây là giai đoạn mở đầu cho sự phát triển Aikido Việt Nam.
Đặng Thông Phong đã mở nhiều lớp Aikido mới để quảng bá rộng rãi hơn trong quần chúng. Từ đó số môn sinh ngày càng gia tăng đặc biệt trong các giới sinh viên, giáo sư, bác sĩ, kỹ sư, và giới văn nghệ sĩ. Ý niệm về Aikido, một bộ môn võ thuật tự vệ, tự luyện ý chí với triết lý hòa bình hướng về một cuộc sống thanh cao, lành mạnh đã thu hút sự chú tâm của rất nhiều người, nhiều giới trong xã hội.
Trên đà phát triển như thế, ông mở nhiều lớp đào tạo cán bộ mà với đai đen nhị đẳng vào năm 1964, ông cho rằng ở cấp bậc này khó có đủ uy tín để lãnh đạo môn phái. Ông quyết tâm sang Nhật, đến Hombu Dojo, cái nôi của Aikido thế giới, để bổ túc thêm phần kỹ thuật cũng như để thi lên tam đẳng tại đây. Đến cuối năm 1967, ông thực hiện được hoài bão mà ông đã từng ấp ủ. Tại Hombu Dojo thời gian đó, Ueshiba Morihei vẫn còn ra sân dạy vào mỗi buổi sáng, đồng thời luôn luôn có sự hiện diện của Ueshiba Kisshomaru, sau này là Đệ nhị Chưởng môn Aikido. Đặng Thông Phong có cơ hội thụ giáo cả hai cao thủ này. Trước khi về nước, ông đã dự thi lên tam đẳng tại cái nôi Aikido thế giới. Ngay khi trở về Việt Nam, ông liền soạn thảo bản Nội quy để thành lập Tổng cuộc Aikido Tenshinkai.
Đầu tháng 1 năm 1968, Đặng Thông Phong nhận được văn bằng tam đẳng từ Aikikai và một ủy nhiệm thư do Tổ sư Ueshiba Morihei đồng ký chính thức ủy quyền cho ông phát triển Aikido trên toàn lãnh thổ Việt Nam trong Tinh Thần Thương Yêu và Hòa Bình.
Tên Tenshinkai là do Tổ sư đặt cho chi bộ Aikido Việt Nam vào thời kỳ Đặng Thông Trị còn tại quê nhà, nhưng chính ông Phong là người được chính Tổ sư Morihei Ueshiba ủy nhiệm để phát triển Aikido trên toàn lãnh thổ Việt Nam. Aikido Tenshinkai được công nhận là thành viên của Tổng đàn Aikido thế giới.
Đầu tháng 2 năm 1968, Bộ Nội vụ Việt Nam Cộng hòa ban hành một quyết định cho phép Tổng cuộc Aikido Tenshinkai chính thức hoạt động.
Trong vòng 10 năm từ tháng 10 năm 1964 đến tháng 4 năm 1975, một số võ đường đã được hình thành dưới sự chỉ đạo của Tổng cuộc Aikido Tenshinkai và đi vào nề nếp.

## Giai đoạn từ 1975 tới nay
Sau ngày đất nước thống nhất, trong những năm đầu các môn phái võ thuật đều cấm chỉ hoạt động. Mãi đến năm 1979 các bộ môn như Dưỡng sinh, Thái cực quyền và Aikido được phép hoạt động trở lại. Rồi từ đó các môn phái khác tuần tự được phép đi và sinh hoạt. Năm 1979, ông Phong nhận làm cố vấn cho Aikido Quận 5 do Lý Văn Minh, môn đệ của ông phụ trách. Sau đó, ông mở phòng tập có tên là sân Hawai tại phường 17 quận 1 rồi ông về quận Bình Thạnh nơi ông cư ngụ và làm cố vấn kỹ thuật và đứng lớp dạy. Ông Nguyễn Thành Công, một đệ tử đai đen của ông Phong có công gây dựng phòng tập này.
Từ khi Hiệp khí đạo được chính thức sinh hoạt trở lại, các đệ tử của ông Phong nối gót ông trong việc phát triển Aikido tại Việt Nam gồm có: Trương Văn Lương, Nguyễn Tăng Vinh, Đổ Thị Minh Thư, Võ Hoàng Phượng, Lý Văn Minh, Vũ Đại Thảo, Nguyễn Thành Công, Hoàng Việt Hùng, Ngô Quyền, Đổ Hồng Nguyên, Trương Văn Thời, Đoàn Chí Công, Lê Viết Đắc, Võ Trường Thọ, Hoàng Kim Cương, Đổ Kế Toại…
Những người nêu trên đã tiên phong đóng góp cho phong trào Aikido sau khi đất nước được thống nhất. Họ đã có công đàp tạo một lớp người mới mà hiện nay môn sinh của họ trở thành những huấn luyện viên đứng lớp, trưởng bộ môn hây Chủ nhiệm các Câu lạc bộ Aikido. Đó là lớp huấn luyện viên của thế hệ thứ hai và thứ ba tại Việt Nam.
Từ khi ông Phong rời khỏi Việt Nam để sum họp với gia đình tại Hoa Kỳ vào năm 1985 thì mọi sự liên hệ giữa Tổng cuộc Aikido Tenshinkai Việt Nam với Tổng Đàn Aikido Thế giới xem như không còn nữa. Bộ môn Aikido Việt Nam bị xóa tên khỏi tổ chức Aikido quốc tế.
Năm 1994, ông Phong liên lạc với Hội Aikido tại Thành phố Hồ Chí Minh để thảo luận đường hướng hoạt động và Hội đã chính thức mời ông về nước giúp đỡ. Ông đã mời võ sư Fujita Masatake, Tổng thư ký Tổng Đàn Aikido Thế giới cùng về thẩm định tình hình Aikido Việt Nam và xin tái công nhận Aikido Việt Nam như trước.
Qua chuyến đi lịch sử này, Aikido Việt Nam đạt được nhiều thành quả đáng kể như:
- Các môn sinh cao cấp của ông Phong trước năm 1975 đều được cứu xét và nâng đẳng vì công lao đóng góp cho sự phát triển Aikido tại Việt Nam sau khi ông rời khỏi đất nước.
- Hằng năm, Aikikai đều gởi phái đoàn võ sư qua Việt Nam để bổ túc kỹ thuật cho môn sinh.
- Văn bằng đai đen Aikido Việt Nam được hợp thức hóa ngang với văn bằng Tổng cuộc Aikido Tenshinkai quốc tế theo sự yêu cầu của Liên Đoàn Võ thuật thành phố Hồ Chí Minh.

Trong vòng 10 năm, Hội Aikido thành phố Hồ Chí Minh đã mời ông Đặng Thông Phong trở về Việt Nam tổng cộng 07 lần để giúp đỡ, nâng cao trình độ kỹ thuật cũng như phong đẳng cho một số môn sinh để họ có thêm uy tín trong việc giảng dạy và phát triển bộ môn. Trong các dịp ông có mặt tại Việt Nam, ông cũng kêu gọi mọi người vì tương lai của bộ môn hãy xóa bỏ những tị hiềm, tham vọng cá nhân mà hãy ngồi lại với nhau hầu đưa môn phái mau chóng góp mặt với cộng đồng Aikido thế giới, ông luôn luôn đứng sau lưng họ để hỗ trợ bộ môn.
Tuy nhiên trong thực tế các học trò cũ của ông Phong không tạo được uy tín để lãnh đạo và phát triển Aikido, không những thế đến cuối những năm 1990s, bản thân nhóm Aikido thành phố Hồ Chí Minh cũng không giữ được đoàn kết trong nội Hội Aikido thành phố Hồ Chí Minh và hoàn toàn tách rời Aikido thành phố Hồ Chí Minh với các địa phương khác.
Đến những năm đầu 90, sau hơn 40 năm giới thiệu vào Việt Nam, Aikido chỉ tồn tại ở thành phố HCM, mang tính câu lạc bộ ở tầm quận, huyện, thành phố. Nỗ lực phát triển Aikido ở các tỉnh khá rời rạc do điều kiện kinh tế, xã hội và giao lưu trao đổi giữa các tỉnh với các võ đường Aikido ở thành phố Hồ Chí Minh.
Mặc dù danh tánh Aikido Việt Nam đã trở lại trên bản đồ thế giới, cho đến nay Aikido Việt Nam vẫn chưa có một tổ chức hợp nhất để đại diện cho quốc gia trong cộng đồng Aikido Thế giới. Trong khi đó, tại hải ngoại, dưới sự lãnh đạo của ông Đặng Thông Phong, Aikido Tenshinkai luôn luôn là một khối duy nhất, mọi người hợp nhất để cùng nhau xây dựng bộ môn võ thuật này.
Trong thời gian từ 1980-1990s, mặc dù không có sự giúp đỡ của Aikido thành phố Hồ Chí Minh, AIKIDO đã có mặt ở nhiều địa phương khác như Huế, Đà Nẵng, Bình Dương, Quảng Trị, Lâm Đồng và một số nơi khác với sự nỗ lực của các võ sư Lê Viết Đắc, Nguyễn Ngọc Thanh, Hoàng Ngọc Hùng, Cao Quảng Loan, Nguyễn Thiện Hữu. Các vị võ sư này đã dày công đào tạo nên các thế hệ võ sư đương đại đang duy trì và phát triển Aikido ở các địa phương. Các đơn vị Aikido này đã không ngừng giao lưu và phát triển quan hệ với nhiều hệ thống Aikido khác ngoài Tenshinkai, trực tiếp với Aikido Pháp, Aikikai và American Aikikai Association. Nhiều huấn luyện viên của các đạo đường này đã tiếp tục duy trì phát triển, giao lưu, tạo dựng các đạo đường của họ hoặc tham gia vào việc huấn luyện các đạo đường ở Mỹ.
Việc phát triển Aikido ở miền bắc Việt Nam, chỉ thực sự bắt đầu từ 2000, khời đầu với sự hướng dẫn của Võ sư Horizoe Katsumi, 7 Đẳng Aikikai và Philip Châu (một Việt Kiều Pháp) là chuyên gia của Bộ Nông nghiệp, với sự giúp đỡ của các võ sư ở Huế. Do tầm quan trọng về vị trí địa lý chính trị và độ dày đặc của dân số, sự nỗ lực của các huấn luyện viên trẻ, hiện tại các CLB này tiếp tục phát triển khá mạnh mẽ. Họ nhanh chóng góp phần điều chỉnh cảnh quan của bản đồ Aikido Việt Nam.
Như vậy trong vòng 50 năm tồn tại, phát triển, Aikido ở thành phố Hồ Chí Minh phần lớn là do các môn đồ của Tenshinkai phát triển, tuy nhiên mãi đến 2009, những huấn luyện viên cao cấp nhất của Hội thành phố này mới nhận được đẳng cấp của AIKIKAI, cùng lúc và ngang hàng với một số Aikido Hà Nội Lưu trữ ngày 15 tháng 1 năm 2019 tại Wayback Machine.
Sự hành thành và phát triển của Aikido ở các tỉnh là kết quả của lòng yêu mến tinh thần và kỹ thuật Aikido của các môn sinh Aikido và quảng giao, tinh thần hiếu học của họ với các bậc thầy Aikido của thế giới. Một số huấn luyện viên của các võ đường này đã được nhận bằng Aikikai từ năm 2000, và tiếp tục phát triển ở các đạo đường Aikido lớn trên thế giới.
Kết quả thụ học và quảng giao này đã thể hiện rất rõ ở lối hành xử và tinh thần Aikido thực thụ của các đạo đường ở các tỉnh, mà không bị ảnh hưởng nhiều của lối suy nghĩ trường phái, học phiệt và cục bộ lũy tre làng, loạn sứ quân.
Có hay không một Aikido Việt Nam?
Mãi đến 2002, sau hơn 40 năm giới thiệu vào Việt Nam, với sự khởi xướng của Aikido Huế, lần đầu tiên Aikido Việt Nam có sự hội ngộ từ 3 miền, đánh mốc lịch sử về sự hiện diện ở khắp 3 miền. Trước mốc lịch sử này, Aikido tồn tại thực sự chỉ ở ngang tầm thành phố, quận huyện, chủ yếu là ở thành phố Hồ Chí Minh. Đây là lần đầu tiên, Aikido được Ủy ban Thể dục Thể thao Quốc gia biết đến như một tổ chức. Trong cuộc hội ngộ ba miền lần thứ nhất tại Huế, được tổ chức ngay trong kỳ Festival Huế như một sự kiện văn hóa lớn tầm quốc gia, UBTD TT Quốc gia đã cử Phó chủ tịch Ủy ban Olympic vào tham dự. Các đại diện từ ba miền đã lần đầu tiên đặt vấn đề về việc hình thành một tổ chức mang tầm quốc gia.
Tuy nhiên từ năm 2002 đến nay (cuối năm 2009), quá trình vận động hình thành Hội Aikido Việt Nam vẫn chưa hình thành.
Năm 2009: bùng nổ đai đẳng:
Với sự giao lưu của các võ đường ở Hà Nội đã giúp họ giao tiếp trực tiếp với các đạo đường ở Thái Lan Hồng Kông và giúp một số huấn luyện viên ở các võ đường này nhận được đẳng cấp từ Aikikai.
Võ sư Đặng Thông Phong gần đây cũng đã trở về tổ chức cấp đẳng cho các huấn luyện viên ở một số võ đường mới tại Bắc Ninh và Hà Nội. Cũng trong năm 2009, một số huấn luyện viên và võ sư ở thành phố Hồ Chí Minh cũng nhận được đẳng cấp của Aikikai, trực tiếp từ đại diện Aikikai tại Thái Lan.